# Копита (Великопольське воєводство)
Копита (пол. Kopyta) — село в Польщі, у гміні Бродниця Сьремського повіту Великопольського воєводства.
У 1975-1998 роках село належало до Познанського воєводства.